# Fiona Rempt
Fiona Rempt (Den Haag, 28 januari 1973) is een Nederlandse schrijfster. Haar eerste boeken werden gepubliceerd in 2006 en sindsdien schreef ze ruim vijftig kinderboeken voor allerlei verschillende leeftijden. Haar werk werd in vijftien landen vertaald. Ze is de kleindochter van schrijver Leonhard Huizinga en achterkleindochter van historicus Johan Huizinga.

## Biografie
Rempt ging na de middelbare school naar Amsterdam, hier volgde ze de HBO opleiding Boekhandel en Uitgeverij en studeerde Geschiedenis aan de UvA. Nadat ze een aantal jaar had gewerkt in het tijdschriften- en boekenvak, besloot zij haar wens te vervullen door te gaan schrijven. Sindsdien heeft ze tientallen kinderboeken gepubliceerd, zowel fictie als non-fictie, voor verschillende leeftijden.
Rempt werkt regelmatig samen met illustratrice Noëlle Smit. Samen maakten ze de serie Supervrienden, waar 10 boeken in verschenen, apps en merchandise. Boeken uit deze serie werden vertaald in het Engels, Duits, Portugees (Brazilië), Noors, Zweeds, Deens, Japans, Chinees, Taiwanees en Koreaans. Ook maakten zij het Gouden Boekje Rico is niet bang. Voor het eerst in de ruim 65-jarige historie van de Gouden Boekjes koopt Amerika de rechten van een niet-Amerikaanse titel. Rico is niet bang is in de zomer van 2013 verschenen als Little Golden Book met de titel Rico the brave sock monkey bij Random House. Rico is niet bang verscheen ook in het Spaans en Chinees.
Voor de leeftijd 8+ schreef Rempt Lux en het vervolg Lux en Luna en in 2013 verscheen haar eerste titel voor de leeftijd 10+, Omgeruild. Dit werd in het Duits vertaald onder de titel Vertauscht. Rempt maakt samen met illustratie Natascha Stenvert de Daan-serie, prentenboeken voor de leeftijd 5+. Hierin verschenen: Daan in de ruimte, Daan de machinist, Daan in de raceauto en Daan de voetbalkampioen. In 2015 publiceerde Rempt het eerste deel van haar fantasy-trilogie De Orde van de Drakenmenners - De Drakendoder. Het tweede boek over de Drakenmenners, getiteld De Drakenjager verscheen in 2016 en De Drakenwereld (deel 3) volgde in 2017. De fantasierijke luisterboeken Het land van Anders en Het Land van Verderop werden door Storytel uitgebracht in het Nederlands en Engels.
Fiona Rempt schreef een aantal non-fictie-titels bij bekende televisieprogramma's als Het Klokhuis en Jong, maar specialiseerde zich later meer in boeken om te leren lezen. De held van FC Doelen (2022) is gebaseerd op haar voetballende oud-oom Jampie Kuneman. Ook schreef Fiona een aantal AVI-boeken samen met haar kinderen: Salto redt de baai (2020), Help! Salto zit vast (2022), Mag ik een hondje? (2023) en Waar is mijn hondje? (2025). In 2024 verscheen het eerste deel in de serie Helden op Poten, waargebeurde verhalen over heldendieren. Bläsz de dappere hond (2024) vertelt het verhaal van een hondje dat tijdens de watersnoodramp van 1953 tientallen koeien redde. Het tweede en derde deel volgden in 2025 onder de titels Togo de moedige sledehond (over de held van the great race of mercy / serum run in Alaska, 1925) en Winkie de stoere postduif (over een postduif die in 1942 een belangrijke rol speelde bij de redding van vier RAF-piloten die neergestort waren boven zee).

### Kinderboeken fictie
- Mag ik een hondje? (Kluitman, 2023)
- Waar is mijn hondje? (Kluitman, 2025)
- De held van FC Doelen (Zwijsen, 2022)
- Een leeuw op het plein (Zwijsen, 2023)
- Salto redt de baai (Kluitman, 2020)
- Help! Salto zit vast (Kluitman, 2022)
- Het land van Anders (audioboek Storytel, 2019)
- Het land van Verderop (audioboek Storytel, 2022)
- Zooo happy! Mijn maffe leven bij El Paradiso ((bundel van Lux en Lux & Luna, Kluitman, 2018)
- Zooo happy! Maffe vriendinnen voor het leven (Kluitman, 2018)
- Voetbalmeiden – Samen één team (Zwijsen, 2018)
- Omgeruild (van Holkema & Warendorf, 2013; heruitgave Kluitman, 2016)
- De orde van de drakenmenners 1 - De Drakendoder (Kluitman, 2015)
- De orde van de drakenmenners 2 - De Drakenjager (Kluitman, 2016)
- De orde van de drakenmenners 3 - De Drakenwereld (Kluitman, 2017)
- Junglekoorts (Kluitman, 2017)
- Daan in de ruimte (Kluitman, 2014)
- Daan de machinist (Kluitman, 2014)
- Daan in de raceauto (Kluitman, 2015)
- Daan de voetbalkampioen (Kluitman, 2016)
- Roze (Moon, 2012)
- Supervrienden - Een vreemde vogel (Van Goor, 2012)
- Supervrienden - het hol van mol (een AVI meegroeiboek, Van Goor, 2012)
- Mama is een fabriek (Pimento kinderboeken, 2011)
- Hik (Van Goor, 2011)
- Supervrienden - Eekhoorn is een held (Van Goor, 2011)
- Supervrienden - Kampioenen (Van Goor, 2011; oorspronkelijke uitgave: Uitgeverij Gottmer, 2007)
- Supervrienden - Een bijzondere wens (Van Goor 2011; oorspronkelijke uitgave "Supervrienden": Uitgeverij Gottmer, 2006)
- Lux en Luna (Pimento kinderboeken, 2011)
- Supervrienden – Eekhoorn maakt supersprongen (Van Goor, 2010)
- Supervrienden – Bever viert een feestje (Van Goor, 2010)
- Supervrienden – Mier spaart vrienden (Van Goor, 2010)
- Supervrienden – Eend zoekt kleuren (Van Goor, 2010)
- Supervrienden – Verhalen uit het Elzen-Eikenbos (Van Goor, 2009)
- Lux (Pimento Kinderboeken, 2009)
- Ik moet zó nodig!  (Van Goor, 2009)
- Rico is niet bang (Rubinstein Media, 2009)
- 1, 2, 3, af! (AVI-start, Moon, 2013)
- Een-nul! (AVI-M3, Moon, 2013)
- Een punt voor jou (AVI-E3, Moon, 2013)
- Wim wil een vis (AVI-start, Moon, 2014)
- Muis wil naar huis (AVI-M3, Moon, 2014)
- Slang, waar zit je wang? (AVI-E3, Moon, 2014)

### Kinderboeken non-fictie
- Winkie, de stoer postduif (Kluitman, 2025)
- Togo, de moedige sledehond (Kluitman, 2025)
- Bläsz, de dappere hond (Kluitman, 2024)
- Sport is TOP (Zwijsen, 2018)
- Op weg naar de maan (Zwijsen, 2018)
- Het Klokhuisboek over sport en wetenschap (Pimento Kinderboeken, 2012)
- Een pakhuis vol zeeverhalen (Kidsgids Scheepvaartmuseum, 2011)
- Het Klokhuis boek over kanker (Pimento Kinderboeken, 2010)
- Jong (Pimento Kinderboeken, 2009)
- Feestjes voor beestjes (Uitgeverij Gottmer, 2006)
- Geknipt voor de keuken (Pimento Kinderboeken, 2006)

### Korte verhalen
- De Buiksloterbreekbekkikker en andere verhalen (2014)
- Mijn grote lieve Knuffelboek (Kluitman, 2015)
- Het grote Kluitman Griezelboek (Kluitman, 2019)
- Koffer vol verhalen: Een goede vangst (Brilliant Books, 2007)
- Onderweg: Petersburg Express (Brilliant Books, 2006)
- Romantiek: Geliefde Noor (Brilliant Books, 2005)
- Romantiek: Aan de andere kant van de muur (Brilliant Books, 2005)

### Overig werk
- Artikelen in de tijdschriften Ouders van nu, Kleintje Kunst en Circuit

## Nominaties en prijzen
| Jaar | Boek              | Resultaat | Prijs                         | Categorie             |
| ---- | ----------------- | --------- | ----------------------------- | --------------------- |
| 2007 | Supervrienden     | Gewonnen  | Pluim van de maand            | Kinderboeken 2-6 jaar |
| 2011 | Ik moet zó nodig! | Nominatie | Prentenboek van het jaar 2011 | Mooiste prentenboek   |

- Gemeinsame Normdatei: 134106342
- International Standard Name Identifier: 0000 0000 1916 5447
- Library of Congress Control Number: no2007145644
- Nederlandse Thesaurus van Auteursnamen: 217918166
- Virtual International Authority File: 43046537
- WorldCat: E39PBJm9bfyFBpKY7DK3BffTHC